# Clerodendrum porphyrocalyx
Clerodendrum porphyrocalyx là một loài thực vật có hoa trong họ Hoa môi. Loài này được K.Schum. & Lauterb. mô tả khoa học đầu tiên năm 1900.